# Repulse (Schiff, 1916)
HMS Repulse war ein britischer Schlachtkreuzer der Renown-Klasse von 1916, der im Ersten und Zweiten Weltkrieg zum Einsatz kam. Sie wurde mehrfach modernisiert, jedoch ohne Totalumbau wie beim Schwesterschiff Renown 1936–1939. Nach Einsätzen gegen die Kriegsmarine und der Jagd auf die Bismarck wurde sie wegen des erwarteten Pazifikkriegs nach Singapur verlegt. Am 10. Dezember 1941 wurde sie mit dem Schlachtschiff Prince of Wales von japanischen Flugzeugen in malaiischen Gewässern vor Pulau Tioman versenkt. Dieser erste Verlust von Großkampfschiffen durch Flugzeuge auf offener See läutete den Niedergang der Ära der Schlachtschiffe ein.

## Geschichte

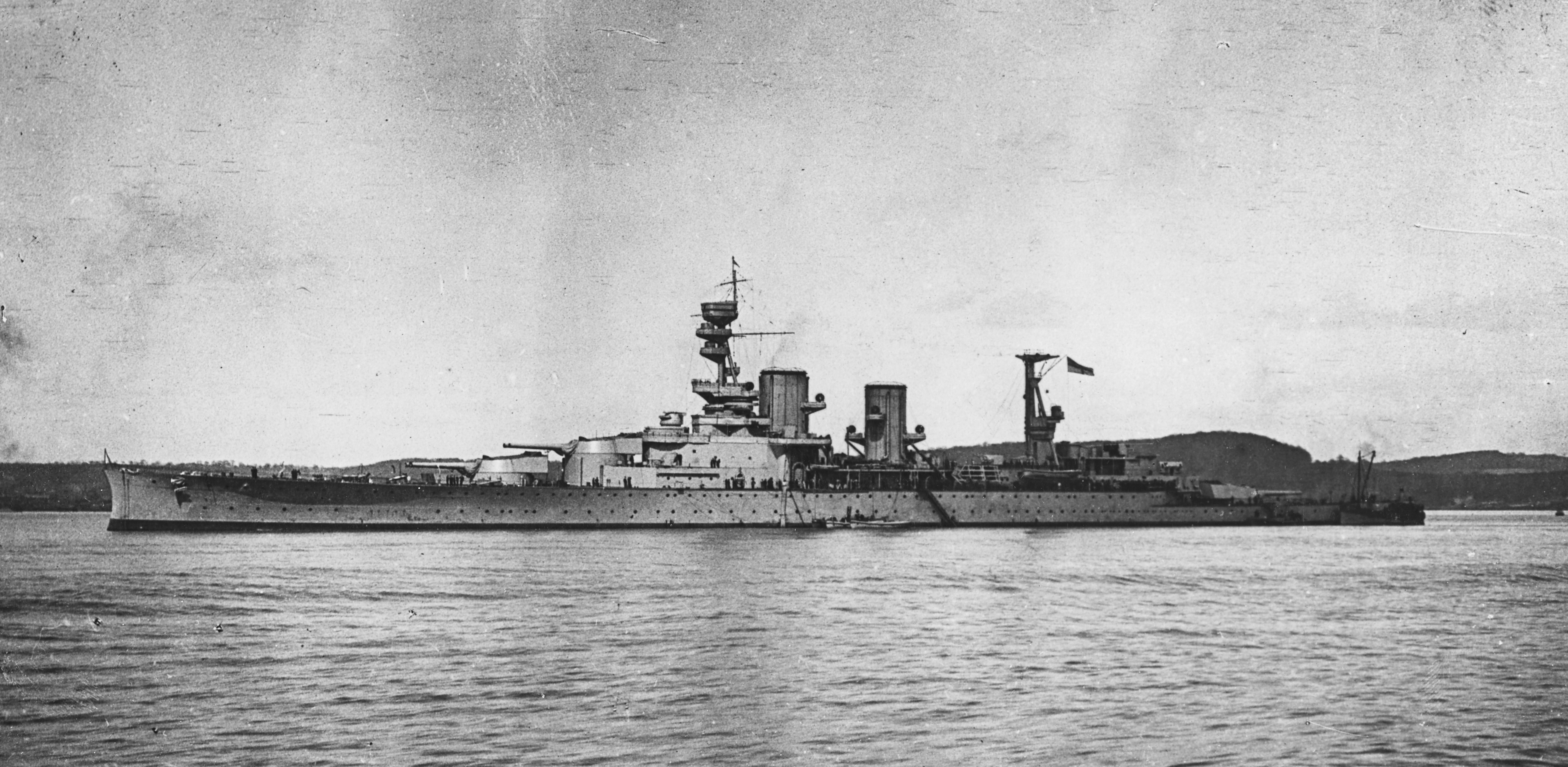
Die Repulse 1916/17 kurz nach den Probefahrten nach kleinen Änderungen, aber noch ohne Scheinwerfer-Türme am hinteren Schornstein

Der Schlachtkreuzer Repulse stammt wie ihr Schwester- und Klassenschiff Renown aus der Zeit des am Ende ruinösen Flottenwettrüstens mit der Kaiserlich Deutschen Marine der 1910er-Jahre und wurde als vorletzter Schlachtkreuzer überhaupt für die Royal Navy bei der Werft John Brown & Company in Clydebank (Schottland) gebaut. Beide wurden als Antwort auf die in Bau befindlichen neuen deutschen Schlachtkreuzer der Mackensen-Klasse konstruiert und waren zu Beginn als weitere Einheiten der Revenge-Klasse (auch bekannt als R-Klasse) vorgesehen. Sie wurden nach einem auf der Revenge-Klasse basierenden modifizierten Entwurf in Auftrag gegeben, weshalb sie diesen nach wie vor recht ähnlich sahen (bis 1936–39 die Renown in einem Komplettumbau der neu entworfenen King-George-V-Klasse optisch angenähert wurde). Bei der Renown-Klasse wurde vor allem auf die Kombination von Schlagkraft und Geschwindigkeit gesetzt. Die Panzerung wurde von jener auf den Schiffen der Invincible- und Indefatigable-Klasse abgeleitet. Doch schon bald wurde der britischen Admiralität klar, dass die Panzerung der beiden Schlachtkreuzer viel zu schwach war. Beide Schiffe waren mit sechs 381-mm-Geschützen in drei Zwillingstürmen stark bewaffnet. Wegen ihrer sehr groß dimensionierten Antriebsanlage, die eine Geschwindigkeit von etwas über 32 Knoten ermöglichte, waren sie aus Gewichtsgründen nur sehr leicht gepanzert und daher mit ihrer mangelhaften Deckpanzerung verwundbar. Die Renown-Klasse gilt damit als eine der unglücklichsten Konstruktionen im Kriegsschiffbau.
Wie auch ihr Schwesterschiff fiel die Repulse durch häufige Störungen der sehr großen und konsequent auf Schnelligkeit ausgelegten Maschinenanlage auf, weshalb sie in Anspielung auf ihren stets gewaltigen Wartungsaufwand den wenig schmeichelhaften Spitznamen “HMS Repair” (deutsch: „HMS Reparatur“) erhielt. Ihr Schwesterschiff wurde im Gegenzug “HMS Refit” (deutsch: „HMS Umbau/HMS Nachrüsten“) genannt.
Später versuchte die Royal Navy daher durch mehrere Umbauten und Änderungen die Mängel zu beseitigen – was aber nur mit einem von 1936 bis Juni 1939 dauernden Totalumbau des Typschiffes Renown einigermaßen gelang. Die Maschinenanlage der Repulse blieb auch später nicht immer frei von Problemen, auch wenn diese aufgrund der vorgenommenen Änderungen bzw. Verbesserungen im Gegensatz zu früher nicht mehr so häufig auftraten.

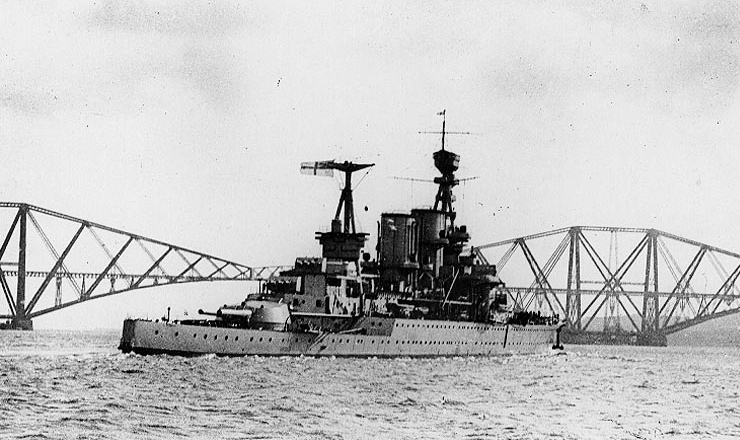
Die Repulse 1916–17 im Firth of Forth (Schottland) um 1916/17 mit der Forth-Brücke im Hintergrund

### Erster Weltkrieg
Wie ihr Schwesterschiff wurde die Repulse im Jahre 1916 in Dienst gestellt. Zwar kam das Schiff zu spät, um noch an der Seeschlacht am Skagerrak teilzunehmen, aber andererseits auch zu früh, um die Lektionen und gewonnenen Erkenntnisse aus dieser Schlacht beim Bau zu berücksichtigen. Im September 1916 kam sie zur Grand Fleet und wurde Flaggschiff des Ersten Schlachtkreuzer-Geschwaders unter Admiral Sir Charles Napier. Ihren ersten Kriegseinsatz hatte sie beim Seegefecht bei Helgoland am 17. November 1917, während dessen das Erste Schlachtkreuzer-Geschwader mit der Repulse und den Schlachtkreuzern Tiger, Courageous und Glorious zwei Kreuzern zu Hilfe kam, die deutsche Minenräumboote verfolgten. Dabei griff das Geschwader die beiden die Minenräumboote deckenden deutschen Schlachtschiffe Kaiser und Kaiserin an, bevor diese sich nach kurzem Feuergefecht in den Schutz ihres eigenen Minenfelds zurückzogen. Ende desselben Jahres wurde die Repulse bei einer Kollision mit dem Schlachtkreuzer Australia beschädigt und fiel für den Rest des Krieges wegen der notwendigen Reparaturarbeiten aus.

### 1920er- und 1930er-Jahre

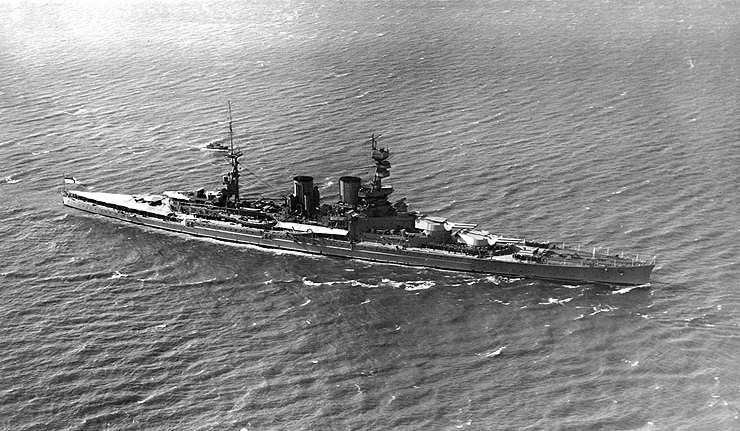
Die Repulse während ihrer Weltfahrt 1923–24 mit zusätzlicher Panzerung an der Seite und Katapulten für Bordflugzeuge auf Türmen „B“ und „X“

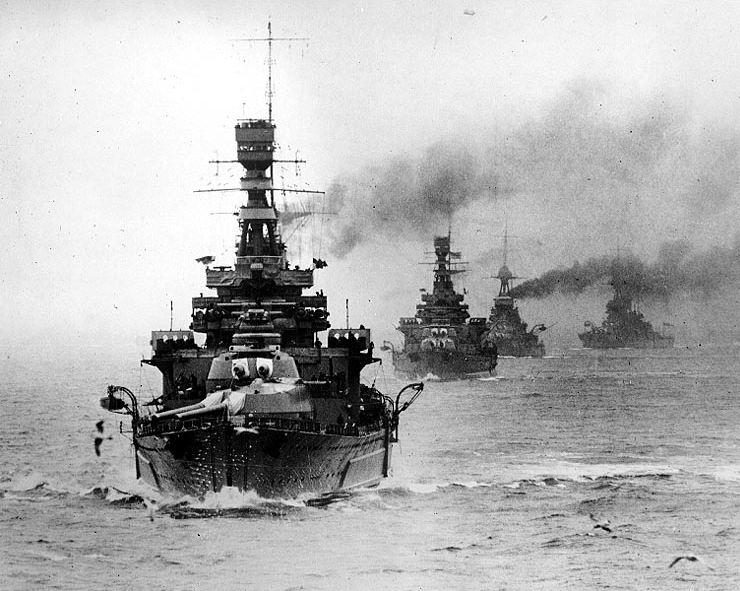
Die Repulse bei Manövern in den späten 1920er-Jahren mit verstärkter Gürtelpanzerung, aber noch ohne Torpedowulste; dahinter das Schwesterschiff Renown

Von Ende 1918 bis Anfang 1921, von 1924 bis 1925 sowie noch einmal zwischen 1933 und 1936 wurde die Repulse leicht modernisiert und immer wieder verbessert, weshalb sie auch mit dem Spottnamen „HMS Repair“ belegt wurde. Diese Maßnahmen wurden ergriffen, um das Schiff im Kampfwert zu steigern und der ständigen Probleme mit der Antriebsanlage endlich Herr zu werden.
Der erste Umbau der erst zwei Jahre alten Repulse erfolgte zwischen Ende 1918 und Anfang 1921 und schloss sich an die Reparaturarbeiten nach der Kollision mit der Australia an. Er beinhaltete vor allem den Ersatz der leichten Seitenpanzerung von 152 mm (6 in) durch eine neue mit einer Stärke von 229 mm (9 in) sowie die Anbringung einer 152 mm (6 in) starken Panzerung im Bereich darüber, der bisher völlig ungepanzert gewesen war. Zusammen mit den neuen, verbesserten Torpedowülsten bedeutete dies die Applikation von 4300 t zusätzlicher Panzerung. Außerdem wurden die Torpedorohre von ihren ursprünglichen Positionen unter der Wasserlinie auf das Oberdeck verlegt und verschiedene Änderungen an der Antriebsanlage vorgenommen. Die Kosten betrugen 860.684 Pfund, was dem Gegenwert eines Leichten Kreuzers der Carlisle-Klasse entsprach.
In den Jahren 1922 bis 1924 unternahm die Repulse eine Weltreise, auf der sie viele Hafenstädte anlief.
In den Jahren 1924 bis 1925 wurde die Mittelartillerie geändert. Die eigenartige Mischung aus 102-mm-(4-in-)Geschützen mit geringer Rohrerhöhung und 76,2-mm-(3-in-)Geschützen wurde durch zwölf einheitlich 102-mm-(4-in)-Geschütze in Drillingslafetten mit Schutzschilden ersetzt (deren Zahl wurde 1938 auf neun verringert). Es wurden auch Verbesserungen an der Flugabwehrbewaffnung vorgenommen sowie eine zunächst einfache Bordfluganlage mit entsprechendem Kran für kleine Aufklärungsflugzeuge auf dem achteren 381-mm-Turm installiert.
In den späten 1920er Jahren nahm die Repulse mit ihrem Schwesterschiff Renown an den Flottenmanövern der Royal Navy vor der Küste von Portland teil.
Der letzte große Umbau von 1933 bis 1936 brachte im Wesentlichen eine Verstärkung der Panzerung besonders in kritischen Bereichen, die Überarbeitung der Flugabwehrbewaffnung und verschiedene Verbesserungen an der Antriebsanlage. Die bis dahin nur mit wenigen Fla-Waffen ausgerüstete Repulse erhielt neue und zahlreichere 2-Pdr-„Pom-Pom“-Flugabwehrkanonen sowie vierläufige 12,7-mm-(0,5-inch)-Vickers-MGs. Eine neue Bordfluganlage mit zwei Hangars und einem in beide Richtungen nutzbaren Katapult für vier Fairey-Swordfish-Schwimmerflugzeuge wurde ebenfalls eingebaut (die Swordfish-Flugzeuge wurden 1941 durch vier Aufklärungsflugboote des Typs Supermarine Walrus ersetzt).
Nach dem dritten und letzten Umbau verlegte die Repulse für zwei Jahre ins Mittelmeer zur Mediterranean Fleet und operierte dort von Gibraltar, Malta und Alexandria aus.
Ab August 1938 gehörte sie wieder zur Home Fleet, jenem Teil der britischen Flotte, der für die Verteidigung der britischen Heimatgewässer zuständig war.
Der ab Herbst 1939 geplante Totalumbau der Repulse, wie beim Schwesterschiff Renown, unterblieb jedoch, da wegen der sich zuspitzenden außenpolitischen Lage in Europa mit einem Kriegsausbruch gerechnet werden musste und die Admiralität unter diesen Umständen kein Schiff dieser Größe für eine über zwei Jahre dauernde Werftliegezeit stilllegen wollte.

### Zweiter Weltkrieg

#### Einsatz im Nordatlantik
Die Repulse wurde ab Oktober 1939 zur Bekämpfung diverser Einheiten der deutschen Kriegsmarine in der Nordsee bzw. im Nordatlantik eingesetzt. 1939 operierte sie in verschiedenen Gruppen, die gebildet wurden, um Handelskrieg führende deutsche Schiffe (wie z. B. die Admiral Graf Spee), zu stellen. Dabei gelang es ihr jedoch nicht, Fühlung aufzunehmen oder gar anzugreifen. Nach einigen Konvoisicherungsaufgaben zwischen Kanada und dem Vereinigten Königreich im Dezember 1939 wurde sie im April 1940, wie auch die Renown, vor Norwegen zum Schutz von Minenlegern eingesetzt. Als der Zerstörer Glowworm im April 1940 beim Angriff auf den Schweren Kreuzer Admiral Hipper verlorenging, beteiligte sich die Repulse erfolglos an der Suche. Im Juni 1940 wurde der Schlachtkreuzer auf das durch einen Torpedotreffer schwer beschädigte Schlachtschiff Gneisenau angesetzt. Gegen Ende dieser Kampagne, noch während der Evakuierung der britischen Truppen aus Norwegen, wurde das Schiff aufgrund von Befürchtungen, dass eine deutsche Besetzung Islands unmittelbar bevorstehe, von ihren Aufgaben bei der Konvoisicherung entbunden, um die Invasionsflotte zu suchen. Allerdings erwies sich schnell, dass keine Invasion geplant war und auch keine deutschen Seestreitkräfte nach Island unterwegs waren.
Anfang 1941 kehrte die Repulse zunächst wieder zu Geleitschutzaufgaben zurück, verfolgte aber später die deutschen Schlachtschiffe Scharnhorst und Gneisenau. Anschließend nahm sie im Mai 1941 an der Verfolgung der Bismarck teil. Ab Sommer 1941 operierte die Repulse weiterhin als Teil der Home Fleet.

#### Einsatz in Südostasien

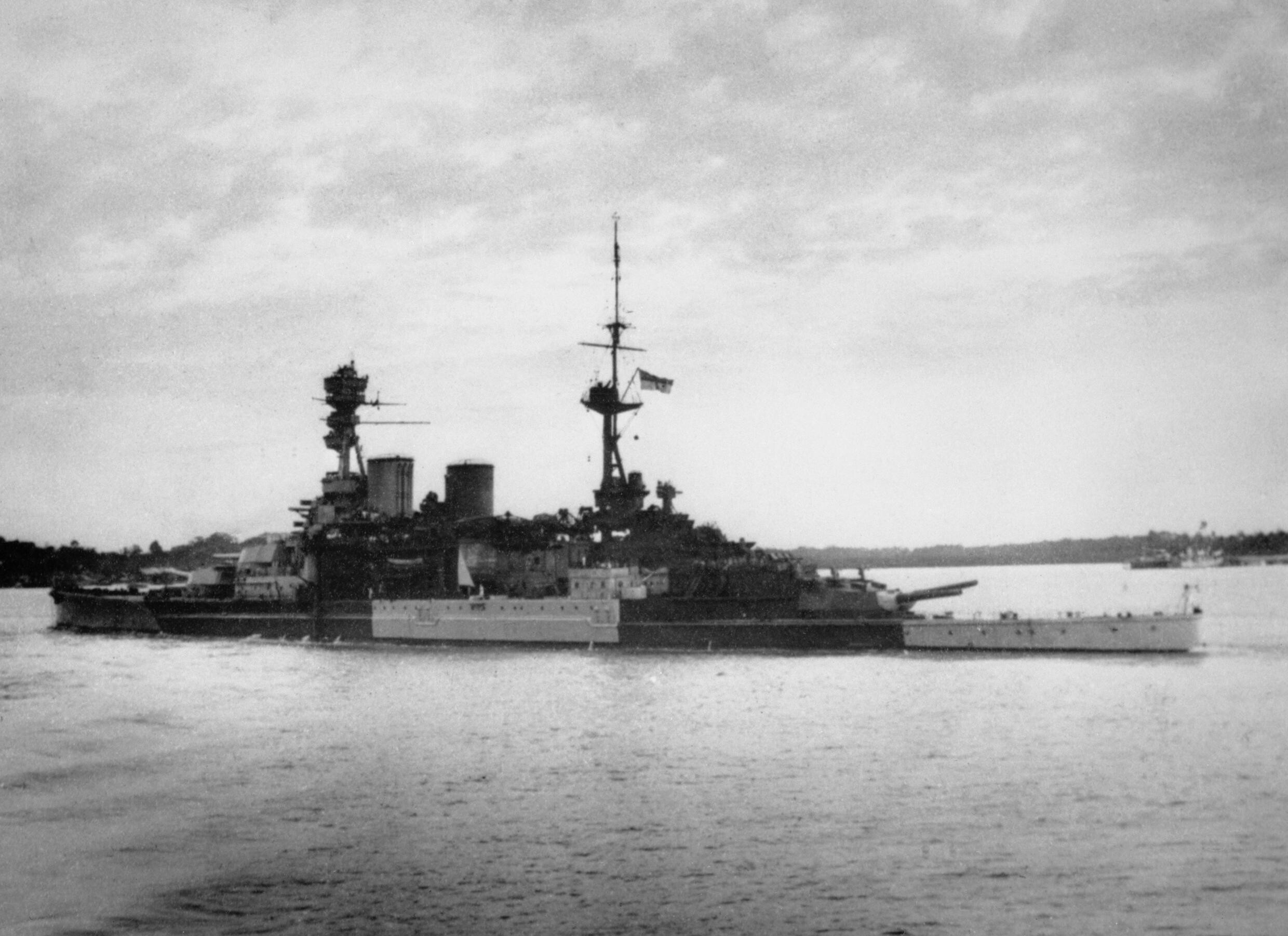
Die Repulse verlässt Singapur zwei Tage vor ihrer Versenkung

Noch im Jahr 1941 wurde das Schiff nach Südostasien verlegt, da die britische Regierung einen japanischen Angriff auf Malaysia befürchtete, der auch kurz nach dem Angriff der Japaner auf Pearl Harbor erfolgte. Im August 1941 lief die Repulse nach Kapstadt, im Oktober fuhr sie weiter nach Indien, wo sie am 28. Oktober eintraf. Gegen Ende des Jahres, als die Gefahr eines Krieges mit Japan weiter zunahm, wurde die Repulse nach Singapur verlegt.
In ihrem neuen Einsatzgebiet bildete die Repulse mit den Zerstörern Electra, Express, Tenedos, Vampire und dem modernen Schlachtschiff Prince of Wales die Force Z unter Admiral Sir Tom Phillips. Die Force Z sollte japanische Seestreitkräfte daran hindern, eine Landung auf britischem Kolonialgebiet in Südostasien durchzuführen bzw. für die Invasion Malaysias bestimmte japanische Truppenkonvois und Geleitzüge abfangen.
Admiral Phillips wusste, dass die vor Ort befindlichen britischen Kräfte der Royal Air Force nicht in der Lage waren, seinem Verband Deckung aus der Luft zu geben. Dennoch entschied er sich, gegen japanische Truppenkonvois vorzugehen, da er davon ausging, dass seine Schiffe gegen Luftangriffe relativ sicher sein würden, zumal die bis dahin größte von Flugzeugen versenkte Einheit nur ein Schwerer Kreuzer, jedoch kein Schlachtschiff oder Schlachtkreuzer gewesen war. Außerdem nahm er an, dass es den Japanern nicht möglich sein würde, so weit weg vom Festland auf offener See ohne Flugzeugträger vor Ort Luftangriffe zu fliegen. Kurz nach dem Ausbruch der Kampfhandlungen im Pazifikraum am 8. Dezember 1941 verließ die nach wie vor als technisch unzuverlässig geltende Repulse mit dem Schlachtschiff Prince of Wales und den vier Zerstörern Singapur, um zu versuchen, einen in Richtung Malaysia fahrenden japanischen Truppenkonvoi abzufangen.

### Versenkung der Repulse

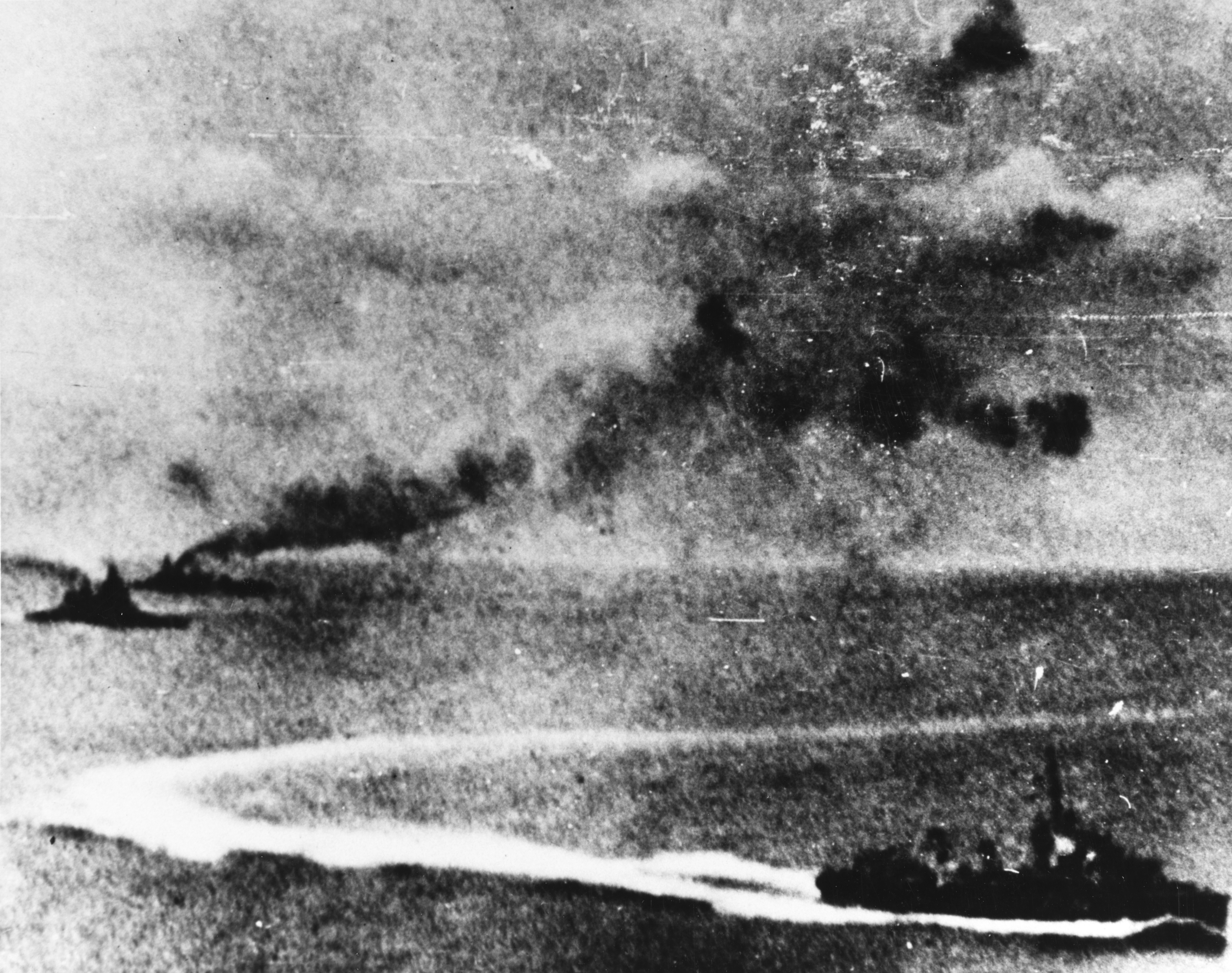
Die Repulse (im Hintergrund) mit dem Schlachtschiff Prince of Wales (links) nach dem ersten japanischen Luftangriff mit Torpedos am 10. Dezember 1941. Vorne rechts der Zerstörer Express

Am 10. Dezember 1941 befanden sich die Repulse und die Prince of Wales auf dem Rückmarsch nach Singapur, nachdem es dem Verband nicht gelungen war, die japanischen Konvois zu finden. Um 11:00 Uhr Ortszeit wurden japanische Flugzeuge gesichtet. Beide Schiffe wurden von insgesamt 86 in der Nähe von Saigon in Indochina gestarteten, landgestützten japanischen Bombern bzw. Torpedobombern der 21. und 22. Luft-Flottille der japanischen Marine vom Typ Mitsubishi G3M Chukou (Nell) bzw. Mitsubishi G4M Hamaki (Betty) bei Kuantan nahe Tioman (Provinz Pahang) in sieben Wellen angegriffen und versenkt.
Die nach ihrem Einsatz gegen die Bismarck wiederhergestellte Prince of Wales war als das stärkste Schiff des Verbandes das erste Ziel des Luftangriffs und wurde nach kurzer Zeit trotz ihrer Ausweichbemühungen sowie pausenlosem Flak-Feuer von Torpedos schwer getroffen und versenkt.
Der Repulse gelang es anfangs noch, 14 Torpedos auszuweichen. Nachdem auch sie offen zum Ziel des Angriffs geworden war, überstand sie einen ersten Bombentreffer ohne schwere Schäden, war dann aber nach insgesamt fünf Torpedotreffern nicht mehr schwimmfähig und kenterte innerhalb von fünf Minuten. Die kieloben treibende Repulse sank um 12:23 Uhr, dabei kamen 513 Mann der Besatzung ums Leben. Der Kommandant, Captain George Tennant, und 796 Mann der Besatzung wurden von den Zerstörern Electra und Vampire noch vom Schiff und aus der See gerettet. Die geretteten Seeleute gingen angeblich sofort an die Gefechtsstationen, um das Personal der Zerstörer zu entlasten, um weitere Überlebende zu retten und die Zerstörer selbst weiter zu verteidigen. Der gerettete Zahnarzt half den Sanitätern der Electra sofort bei der Versorgung der Verwundeten.
Die Versenkung der Repulse und der Prince of Wales bewies, dass Großkampfschiffe ohne entsprechende Deckung aus der Luft von Land oder von Flugzeugträgern durchaus verwundbar waren. Sie waren die ersten Schlachtschiffe, die auf offener See durch einen Fliegerangriff mit panzerbrechenden Bomben sowie vor allem mit Torpedos versenkt wurden.

### Heute
Die in relativ geringer Tiefe von rund 60 m liegenden Schlachtschiffe der Force Z sind heute in ihren Umrissen von Flugzeugen aus noch zu sehen. Marinetaucher der Royal Navy ersetzen in regelmäßigen Abständen die britische Kriegsflagge an den Propellern der Schiffe.
Beide Wracks wurden 2001 durch den Protection of Military Remains Act aus dem Jahr 1986 als protected place unter besonderem Schutz gestellt, womit es verboten ist, in das Innere des Wracks einzudringen und Bergungen von Wrackteilen vorzunehmen.
Das Wrack wurde dennoch zwischen September 2012 und Mai 2013 erstmals geplündert. Dem Diebstahl der Schiffspropeller aus Bronze folgte der Diebstahl anderer wertvoller Metalle wie Kupfer, schließlich von Aluminium und Stahl.